# サバーイ・サバーイ
サバーイ・サバーイ（タイ語：สบาย สบาย）は、タイの国民的歌手トンチャイ・メーキンタイによる1986年にリリースされたヒット曲である。
また、この曲はシンガポールで開催された ASEAN Schools Games 2017 の開会式でタイの公式応援歌として使用されるなど、スポーツイベントのオープニングにも使用されている。